# Allocasuarina
Allocasuarina är ett växtsläkte i ordningen Fagales som är endemisk för Australien. De flesta av släktets 61 arter förekommer i kontinentens södra del.
Växterna är träd eller buskar och deras frukt är lika stor som ekollon men påminner mer om kottar.

## Arter
| - Allocasuarina acuaria - Allocasuarina acutivalvis - Allocasuarina brachystachya - Allocasuarina campestris - Allocasuarina corniculata - Allocasuarina crassa - Allocasuarina decaisneana - Allocasuarina decemilinanana - Allocasuarina decussata - Allocasuarina defungens - Allocasuarina dielsiana - Allocasuarina diminuta - Allocasuarina distyla - Allocasuarina drummondiana - Allocasuarina duncanii - Allocasuarina emuina - Allocasuarina eriochlamys - Allocasuarina fibrosa - Allocasuarina filidens - Allocasuarina fraseriana - Allocasuarina glareicola - Allocasuarina globosa - Allocasuarina grampiana - Allocasuarina grevilleoides - Allocasuarina gymnanthera - Allocasuarina helmsii - Allocasuarina huegeliana - Allocasuarina humilis - Allocasuarina inophloia - Allocasuarina lehmanniana - Allocasuarina littoralis | - Allocasuarina luehmannii - Allocasuarina mackliniana - Allocasuarina media - Allocasuarina microstachya - Allocasuarina misera - Allocasuarina monilifera - Allocasuarina muelleriana - Allocasuarina nana - Allocasuarina ophiolitica - Allocasuarina paludosa - Allocasuarina paradoxa - Allocasuarina pinaster - Allocasuarina portuensis - Allocasuarina pusilla - Allocasuarina ramosissima - Allocasuarina rigida - Allocasuarina robusta - Allocasuarina rupicola - Allocasuarina scleroclada - Allocasuarina simulans - Allocasuarina spinosissima - Allocasuarina striata - Allocasuarina tessellata - Allocasuarina thalassoscopica - Allocasuarina thuyoides - Allocasuarina tortiramula - Allocasuarina torulosa - Allocasuarina trichodon - Allocasuarina verticillata - Allocasuarina zephyrea |